# Augustus Harris

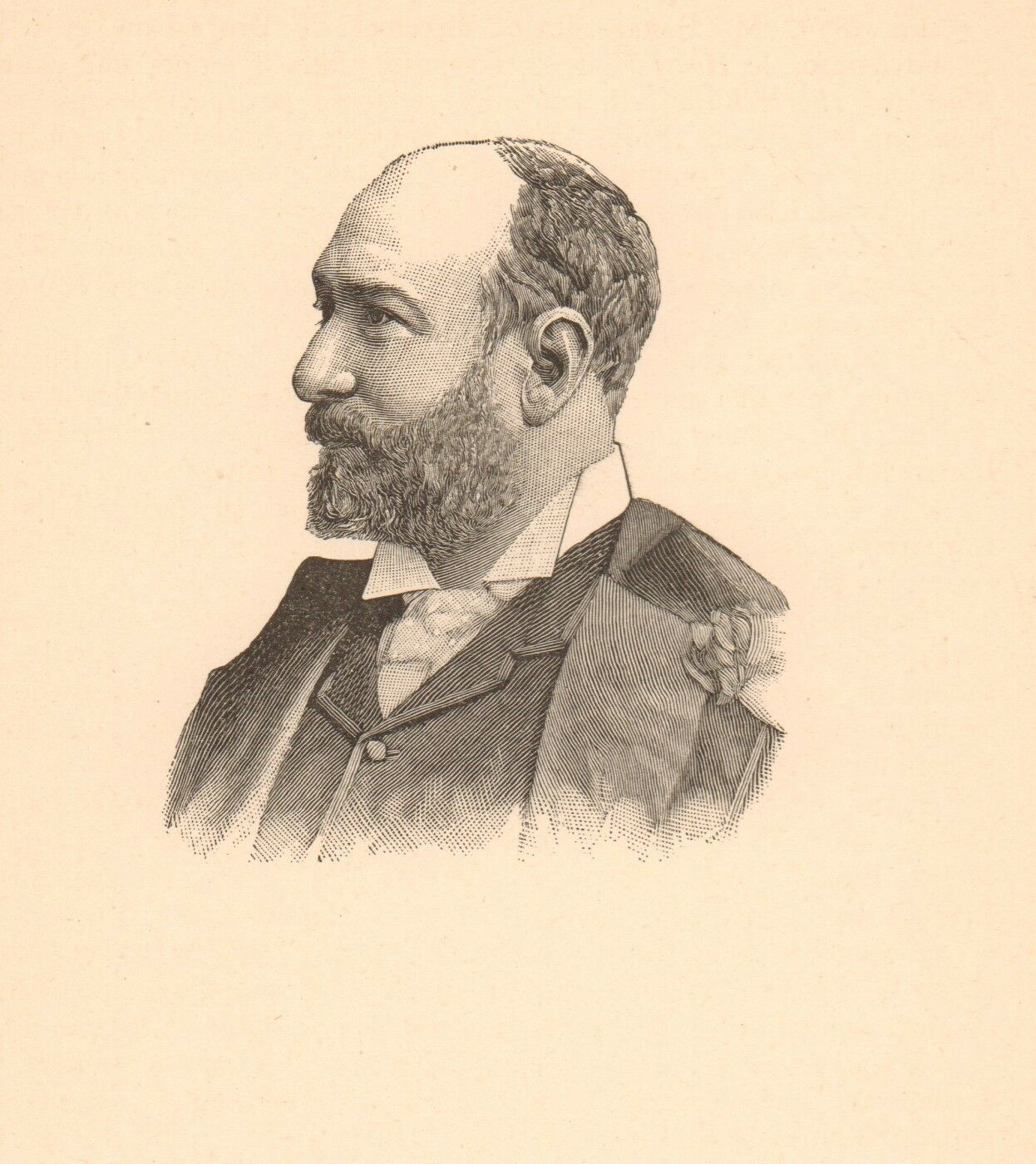
Augustus Harris.

Augustus Henry Glossop Harris, född den 18 mars 1852 i Paris, död den 22 juni 1896 i Folkestone, var en brittisk författare och teaterledare.
Harris hyrde från 1879 Drury-Lane-teatern, med vilken han 1888 förenade Covent-garden-teatern, 1892 Palace-teatern och 1893 teatern i Newcastle. Han skrev under denna tid parodier samt hopsatte pantomimer och utstyrselstycken, som hade stor framgång. Harris adlades 1891.